# Kim Hill (piosenkarka soul)
Kim Hill (ur. jako Kimberley Lockett 7 sierpnia 1972 w Syracuse) – amerykańska piosenkarka soulowa, aktorka, była wokalistka zespołu The Black Eyed Peas, który opuściła w 2000 roku. Jej miejsce w zespole zajęła Stacy Fergie Ferguson.

## Dyskografia
- Surrender to Her Sunflower
- Suga Hill
- Pharaoh's Daughter

## Filmografia
- 2002: Makin' Baby jako Nina
- 1993: Typhon's People jako reporter telewizji N.Z